# Дем'янівський Сергій Григорович
Сергій Григорович Дем'янівський, іноді Демянівський (нар. 1906 — пом. 1994) — радянський військовик часів Другої світової війни, командувач артилерією 5-ї гвардійської стрілецької дивізії (11-а гвардійська армія), гвардії полковник. Герой Радянського Союзу (1945).

## Життєпис
Народився 10 грудня 1906 року в місті Києві в родині службовця. Українець. Після закінчення професійно-технічної школи працював на будівництві, у геологорозвідці, на заводі.
У лавах РСЧА перебував у 1928—1929 роках та з 1932 року. Закінчив артилерійські курси, проходив військову службу в стройових частинах.
Учасник німецько-радянської війни з червня 1941 року. Воював на Західному, Брянському, 2-у Прибалтійському і 3-у Білоруському фронтах. Член ВКП(б) з 1942 року.
Початок війни капітан С. Г. Дем'янівський зустрів на посаді командира 2-го артилерійського дивізіону 664-го гаубичного артилерійського полку 162-ї стрілецької дивізії 5-ї армії Західного фронту. У липні 1942 року брав участь у Смоленській битві.
У 1942—1943 роках — начальник 2-го відділення артилерійського забезпечення УКАРТ 33-ї армії. У 1943 році підполковник С. Г. Дем'янівський призначений командувачем артилерії 5-ї гвардійської стрілецької дивізії.
Особливо відзначився у боях на території Східної Пруссії. Вміло організував артилерійське забезпечення під час форсування затоки Фрішес-Каф і 26 квітня 1945 року з частинами переправився через затоку. Вогнем артилерії дивізії сприяв захопленню і розширенню плацдарму. Під час штурму військово-морської бази і міста Піллау замінив командира частини, що вибув зі строю, і вміло керував діями частини.
Після закінчення війни продовжив військову службу в ЗС СРСР. У 1947 році закінчив Вищі академічні курси, у 1953 році — Військовий інститут іноземних мов. Викладав у тому ж інституті. З 1960 року полковник С. Г. Дем'янівський — у відставці.
Мешкав у Москві, де й помер 19 липня 1994 року. Похований на Хованському Західному кладовищі.

## Нагороди
Указом Президії Верховної Ради СРСР від 5 травня 1945 року «за зразкове виконання бойових завдань командування на фронті боротьби з німецькими загарбниками та виявлені при цьому відвагу і героїзм», полковникові Дем'янівському Сергію Григоровичу присвоєне звання Героя Радянського Союзу з врученням ордена Леніна і медалі «Золота Зірка» (№ 5037).
Також нагороджений чотирма орденами Червоного Прапора (18.03.1942, 13.07.1944, 31.03.1945, …), орденами Суворова 3-го ступеня (24.04.1945), Вітчизняної війни 1-го (11.03.1985) і 2-го (31.10.1943) ступенів, Червоної Зірки і медалями.